# Seed Valley
Seed Valley is een groep bedrijven in Noord-Holland die samen het wereldwijde centrum van plantenveredelings- en zaadtechnologie vormen. Nederland is hierin toonaangevend.
De naam is geënt op Silicon Valley, het hightech industriegebied in Californië. Het was Jan Baas, oud-burgemeester van Enkhuizen, die de term introduceerde.

## Stichting
Stichting Seed Valley is in september 2008 opgericht door Incotec, Bejo Zaden, Enza Zaden, Syngenta en Pop Vriend Seeds. De activiteiten worden gecoördineerd vanuit het programmabureau in Hoorn. Het doel is het versterken van het werkgeversimago en verstevigen van de positie van het zaadbedrijfsleven, zowel in Noord-Holland als daarbuiten.

## Bedrijven
In de Seed Valley-regio – ruwweg tussen Enkhuizen en Warmenhuizen – is er een groep bedrijven gevestigd die zich hebben toegelegd op de veredeling, productie, bewerking en verkoop van hoogwaardige zaden, stekken en jonge planten. Van de grootste 10 producenten van groentezaden in de wereld hebben er 5 een vestiging in de Seed Valley: Bayer, Bejo Zaden, Enza Zaden, Hazera en Syngenta. De bedrijven hebben een ruimtebeslag van ongeveer 370 hectare, verdeeld over 37 locaties.
Gemiddeld 14% van de omzet wordt geïnvesteerd in research & development. Er werken meer dan 3500 personen.
| Bakker Brothers     | Gitzels                           | Vertify                     |
| Bayer               | Hazera                            | Rolan Robotics              |
| Bejo Zaden          | Highpack                          | Rossen Seeds                |
| Croonwolter&dros    | Incotec                           | Seed Conditioning Enkhuizen |
| De Groot en Slot    | Iribov                            | Seed Processing Holland     |
| Dekker Chrysanten   | Kees Broersen Zaden               | Syngenta                    |
| East West Seed      | PanAmerican Seed                  | TeaL Agro Technologies      |
| Enza Zaden          | Petkus                            | Wolters Agro Projects       |
| Ergon International | Polytechniek Installateur A t/m Z |                             |
| Germains            | Pop Vriend Seeds                  |                             |